# Moisès de Coucy
Moisès ben Jacob de Coucy (també conegut com el SMaG) (Coucy, 1198 - França, 1274) va ser un reconegut rabí francès. Els tosafistes eren uns rabins medievals de França i Alemanya. Aquests rabins eren coneguts entre els erudits del Talmud com els Rixonim, Ells van crear glosses crítiques i explicatives (preguntes, notes, interpretacions, decisions, i fonts) relacionades amb el Talmud.
Moisès ben Jacob va ser un alumne del Rabí Yehudà ha-Hasid, i un fervorós seguidor dels ensenyaments de Maimònides. En 1236 va recórrer Espanya i la Provença, amb l'única missió d'influir en els seus germans jueus per acostar-los cap al compliment de les seves tradicions. El rabí va escriure la seva obra literària Séfer Mitzvot Gadol (conegut amb l'acrònim, SMaG),un llibre de fàcil lectura sobre els preceptes i els costums jueus.Aquest llibre és una obra coneguda entre les comunitats jueves fins al dia d'avui. El rabí va morir a l'any 1274, a l'edat de 74 anys.